# KLF15
KLF15 (англ. Kruppel like factor 15) – білок, який кодується однойменним геном, розташованим у людей на короткому плечі 3-ї хромосоми.  Довжина поліпептидного ланцюга білка становить 416 амінокислот, а молекулярна маса — 43 992.
| 10         |  | 20         |  | 30         |  | 40         |  | 50         |
| ---------- |  | ---------- |  | ---------- |  | ---------- |  | ---------- |
| MVDHLLPVDE |  | NFSSPKCPVG |  | YLGDRLVGRR |  | AYHMLPSPVS |  | EDDSDASSPC |
| SCSSPDSQAL |  | CSCYGGGLGT |  | ESQDSILDFL |  | LSQATLGSGG |  | GSGSSIGASS |
| GPVAWGPWRR |  | AAAPVKGEHF |  | CLPEFPLGDP |  | DDVPRPFQPT |  | LEEIEEFLEE |
| NMEPGVKEVP |  | EGNSKDLDAC |  | SQLSAGPHKS |  | HLHPGSSGRE |  | RCSPPPGGAS |
| AGGAQGPGGG |  | PTPDGPIPVL |  | LQIQPVPVKQ |  | ESGTGPASPG |  | QAPENVKVAQ |
| LLVNIQGQTF |  | ALVPQVVPSS |  | NLNLPSKFVR |  | IAPVPIAAKP |  | VGSGPLGPGP |
| AGLLMGQKFP |  | KNPAAELIKM |  | HKCTFPGCSK |  | MYTKSSHLKA |  | HLRRHTGEKP |
| FACTWPGCGW |  | RFSRSDELSR |  | HRRSHSGVKP |  | YQCPVCEKKF |  | ARSDHLSKHI |
| KVHRFPRSSR |  | SVRSVN     |  |            |  |            |  |            |

A: Аланін

C: Цистеїн

D: Аспарагінова кислота

E: Глутамінова кислота

F: Фенілаланін

G: Гліцин

H: Гістидин

I: Ізолейцин

K: Лізин

L: Лейцин

M: Метіонін

N: Аспарагін

P: Пролін

Q: Глутамін

R: Аргінін

S: Серин

T: Треонін

V: Валін

W: Триптофан

Кодований геном білок за функцією належить до активаторів. 
Задіяний у таких біологічних процесах як транскрипція, регуляція транскрипції. 
Білок має сайт для зв'язування з іонами металів, іоном цинку, ДНК. 
Локалізований у ядрі.